# Hr.Ms. Jacob van Heemskerck (1986)
Hr.Ms. Jacob van Heemskerck (F812) was een Nederlands fregat van de naar dit schip vernoemde Jacob van Heemskerckklasse. De bouw van het schip vond plaats bij de Vlissingse scheepswerf Koninklijke Schelde Groep. In 2003 diende het schip vijf maanden als vlaggenschip voor het NAVO-eskader Standing Naval Force Mediterranean (STANAVFORMED) en in 2004 voor zes maanden van de Standing Naval Force Atlantic (STANAVFORLANT).

## De verkoop
Op 27 maart 2004 werd er een contract getekend door de Nederlandse staatssecretaris van Defensie, Cees van der Knaap en de Chileense minister van Defensie, Michelle Bachelet Jeria voor de verkoop van 4 fregatten aan Chili. De Jacob van Heemskerk, Witte de With, Abraham van der Hulst en de Tjerk Hiddes. De overdracht van de Jacob van Heemskerck en Abraham van der Hulst vond plaats op 16 december 2005.
De Jacob van Heemskerck is bij de Chileense marine in dienst als Almirante Latorre.